# Karel Oomen
Karel Oomen (* 16. Dezember 1932 in Antwerpen; † 25. November 2022 in Schoten) war ein belgischer Ringer.

## Biografie
Karel Oomen belegte bei den Olympischen Sommerspielen 1960 in Rom in der Klasse bis 73 kg im griechisch-römischen Stil den 20. Platz.